# Adelocephala jucundoides
Adelocephala jucundoides är en fjärilsart som beskrevs av Eugène Louis Bouvier 1924. Adelocephala jucundoides ingår i släktet Adelocephala och familjen påfågelsspinnare. Inga underarter finns listade i Catalogue of Life.